# Диссоциативное расстройство идентичности
Варианты названия:
- Диссоциативное расстройство идентичности (DSM-IV, DSM-5 и МКБ-11[1])
- Расстройство множественной личности (МКБ-10)
- Синдром множественной личности[2]
- Органическое диссоциативное расстройство личности[3]

Диссоциати́вное (конверсио́нное) расстро́йство иденти́чности (ДРИ; также используется диагноз расстройство множественной личности; иногда употребляется как раздвоение личности непрофессионалами) — психическое расстройство из группы диссоциативных расстройств, при котором идентичность человека не является целой и складывается впечатление, что в теле одного человека существует несколько разных личностей (или, в другой терминологии, эго-состояний или альтеров). Идентичность может быть разделена на две и более части. При этом в определённые моменты в человеке происходит «переключение» — одна часть идентичности сменяет другую. Помимо «переключений» может быть и «пассивное влияние» (passive influence), при котором часть идентичности не берёт на себя исполнительный контроль, но так или иначе вмешивается в функционирование. Примерами могут служить голос ребёнка в голове, возникшие как бы из ниоткуда и не воспринимающиеся как свои мысли, разговоры о вещах, которые человек не помнит или же не хотел говорить. Эти части идентичности могут иметь разный пол, возраст, национальность, характер, умственные способности, мировоззрение, по-разному реагировать на одни и те же ситуации. Части идентичности могут как делиться, так и не делиться воспоминаниями. В первом случае одна часть идентичности будет полностью или частично помнить, что помнит другая, во втором же случае — наоборот.
До недавнего времени считалось относительно редким расстройством, однако современные исследования показали, что данное расстройство встречается с частотой от 1 % до 3 % среди всей популяции, и диагностируется среди 5 % пациентов, попавших на стационарное лечение по вопросу психического здоровья.
Ранее, из-за недостатка диагностических инструментов существование диссоциативного расстройства идентичности долгое время ставилось под сомнение. С 2000-х годов диссоциативные расстройства подтверждены результатами исследований с помощью функциональной магнитно-резонансной терапии. Установлено, что изменения активности мозга больного, связанные с переходом из одного эго-состояния в другое, не может повторить ни обычный человек, ни специально обученный актёр.
Причинами этого расстройства могут служить тяжёлые эмоциональные травмы в раннем детстве, повторяющееся экстремальное физическое, сексуальное или эмоциональное насилие, а также другие психические расстройства, не выявленные ранее. Данное расстройство является крайним проявлением диссоциации — механизма психологической защиты, при котором человек начинает воспринимать происходящее с ним так, будто это происходит с кем-то посторонним. Этот механизм полезен, так как он позволяет человеку защититься от избыточных, непереносимых эмоций, но в случаях чрезмерной активации данного механизма появляются диссоциативные расстройства. Вопреки расхожему заблуждению, диссоциативные расстройства не связаны с шизофренией. Однако при шизофрении и диссоциативном расстройстве идентичности могут быть схожие психопатологические симптомы (в частности, симптомы первого ранга по К. Шнайдеру и слуховые галлюцинации), что указывает на необходимость дифференциальной диагностики.

## История
Первыми свидетельствами существования множественной личности можно считать палеолитические наскальные рисунки с изображениями шаманов, на которых они «перевоплощались» в животных, или в которых «вселялись» духи. Многие современные эксперты расстройством множественной личности считают то, что ранее называли одержимостью демонами. Существуют упоминания об описании женщины, которая не помнила о второй личности, укравшей собственные деньги, которое сделал швейцарский медик эпохи Возрождения Парацельс.
В 1784 году Арман Мари-Жак де Пюисегюр, ученик Франца Антона Месмера, при помощи магнетических техник вводит своего работника Виктора Раса (фр. Victor Race) в некое сомнамбулическое состояние: Виктор проявил способность бодрствовать во время сна. По пробуждении он оказывается неспособен вспомнить того, что делал в изменённом состоянии сознания, тогда как в последнем он сохранял полную осведомлённость о событиях, случавшихся с ним и в обычном состоянии сознания, и в изменённом. Пюисегюр приходит к мнению, что данный феномен схож с сомнамбулизмом (снохождением), и называет его «магнетическим сомнамбулизмом». Это открытие сделало возможным рассматривать явление множественной личности, как синдром, который можно диагностировать и лечить. В дальнейшем, в исследованиях диссоциативного расстройства идентичности, можно описать два отдельных периода:
- период теории магнетического сна, от момента его первого описания в 1791 году до 1880 года.
- период теории диссоциации, с 1880 до 1952 года.

### Период теории магнетического сна
Период теории магнетического сомнамбулизма как объяснения множественной личности
- 1791 — Эберхард Гмелин[нем.] описывает случай «меняющейся личности» у 21-летней немецкой девушки. У неё проявлялась вторая личность, говорившая на французском языке и утверждавшая, что является французской аристократкой. Гмелин увидел сходство между подобным феноменом и магнетическим сном и посчитал, что подобные случаи могут помочь в понимании формирования личности[13].
- 1816 — в журнале «Medical Repository» описан случай Мэри Рейнольдс, имевшей «дуальную личность».
- 1838 — Чарльз Деспин описывает случай дуальной личности у Эстеллы, 11-летней девочки.
- 1876 — Эжен Азам описывает случай дуальной личности у французской девушки, которую он называл Фелида Икс. Он объясняет феномен множественной личности при помощи концепции гипнотических состояний, получившей распространение в тот период во Франции[13].

### Период теории диссоциации
Введение психологической концепции диссоциации и того, что человек может иметь несколько психических центров, возникающих, когда психика пытается взаимодействовать с травматическим опытом.
- 1888 — Врачи Буррю (Bourru) и Бюрро (Burrot) публикуют книгу «Вариации личности» (Variations de la personnalité), в которой описывают случай Луи Виве (Louis Vivé), имевшего шесть различных личностей, у каждой из которой были собственные паттерны мышечных сокращений и индивидуальные воспоминания. Воспоминания каждой личности были жёстко привязаны к определённому периоду жизни Луи. В качестве лечения врачи использовали гипнотическую регрессию в эти периоды; они рассматривали личности этого пациента как последовательные вариации одной личности. Другой исследователь, Пьер Жане, ввёл концепцию «диссоциации» и предположил, что эти личности являлись сосуществующими психическими центрами в рамках одного индивида[13].
- 1899 — Опубликована книга Теодора Флурнуа «Из Индии на планету Марс: Случай сомнамбулизма с вымышленными языками» (Des Indes à la Planète Mars: Etude sur un cas de somnambulisme avec glossolalie).
- 1906 — В книге Мортона Принса «Диссоциация личности» (The Dissociation of a Personality) описывается случай пациентки со множественной личностью Клары Нортон Фаулер, также известной как мисс Кристин Бичем. В качестве лечения Принс предполагал объединить две личности Бичем, а третью вытеснить в подсознание[13].
- 1908 — Г. Г. Эверс публикует рассказ «Смерть барона фон Фридель», который первоначально носил название «Второе Я». В рассказе речь идёт о расщеплении сознания на мужскую и женскую составляющую. Оба компонента поочерёдно завладевают личностью и, в конце концов, вступают в непримиримый спор. Барон застрелился, а в заключении рассказа сказано: «Разумеется, о самоубийстве здесь не может быть и речи. Скорее так: он, барон Езус Мария фон Фридель, застрелил баронессу Езус Мария фон Фридель; или же наоборот — она убила его. Этого я не знаю. Хотелось убить — он или она — но не себя самого, то другое хотелось убить. Так и вышло».
- 1915 — Уолтер Франклин Принс публикует историю пациентки Дорис Фишер — «Случай множественной личности Дорис» (The Doris Case of Multiple Personality). У Дорис Фишер было пять личностей. Два года спустя им издан отчёт об экспериментах, выполненных с участием Фишер и других её личностей.
- 1943 — Стенгел утверждает, что состояние множественной личности более не встречается.

### После 1950-х
- 1954 — Публикуется книга Тигпен и Клекли «Три лица Евы» (англ. The Three Faces of Eve) по мотивам истории психотерапии с участием Крис Костнер-Сайзмор — пациентки со множественной личностью. Выход данной книги всколыхнул интерес общей публики к природе феномена множественной личности[13].
- 1973 — Публикация книги-бестселлера Флоры Шрайбер «Сивилла» (англ. Sybil), повествующей историю Ширли Арделл Мейсон (в книге — Сивилла Дорсетт). У девушки было 16 личностей. Её удалось полностью вылечить за 10 лет.
- 1977 — Крис Костнер-Сайзмор издаёт автобиографию «Я Ева» (англ. I’m Eve), в которой утверждает, что книга Тигпен и Клекли неверно интерпретировала историю её жизни.
- 1980 — Публикация книги «Мишель помнит» (англ. Michelle Remembers), написанной в соавторстве психиатром Лоуренсом Паздером и Мишель Смит — пациентки со множественной личностью.
- 1981 — Дэниел Киз публикует книгу «Множественные умы Билли Миллигана», основанную на широком материале интервью с Билли Миллиганом и его психотерапевтом. У Вильяма Стенли Миллигана (его полное имя) было 24 полноценных личности.
- 1981 — Публикация книги Трудди Чейз «When Rabbit Howls».
- 1991 — Публикация книги «Multiple Personality: An Exercise in Deception» (с англ. — «Множественная личность: упражнения в обмане») клинициста Рэя Олдридж-Морриса в издательстве «Taylor & Francis», в которой был проведён анализ всех упоминаний данного диагноза в литературе по психиатрии со времён появления этого диагноза. Автор исследовал эпидемию множественного расстройства личности в США и отсутствие такого диагноза где-либо кроме США, описывал сомнительность заявлений о существовании такого синдрома и предлагал в качестве объяснения высокую внушаемость некоторых людей (см. ложные воспоминания), ложь и популярную культурную идею о возможности существования такого диагноза.
- 1994 — Публикация в Японии второй книги Дэниела Киза о Билли Миллигане под названием «The Milligan Wars»
- 1998 — Публикация статьи Джоан Акокеллы «Creating Hysteria» в «The New Yorker», описывающей излишества психотерапии множественной личности.
- 2005 — Публикуется автобиография Роберта Окснэма «Расщеплённый разум» (англ. A Fractured Mind).

## Диагноз
Сейчас для феномена разделения личности в США используется диагноз диссоциативное расстройство идентичности (англ. dissociative identity disorder, DID), принятый в Диагностическом и статистическом руководстве по психическим расстройствам (DSM-5). Ранее чаще использовался диагноз расстройство множественной личности (англ. multiple personality disorder, MPD), принятый в Международной классификации болезней. Принятый сейчас для диагноза термин считается большинством американских специалистов более корректным, так как части самоидентичности пациента, образующиеся в результате отделения (диссоциации) от его личности, нельзя считать самостоятельными полноценными личностями, хотя неофициально их так называют в отсутствие более подходящего слова. В России более распространён термин «расстройство множественной личности» МКБ-10, так как в органах и учреждениях здравоохранения приказом Минздрава РФ используется Международная классификация болезней.
Согласно DSM-IV, диссоциативное расстройство идентичности диагностируется в том случае, если верны 4 следующих критерия:

1. У пациента существуют две или более различимых идентичности или личностных состояния, при этом каждое из них обладает устойчивой моделью мировосприятия, собственным мировоззрением и отношением к окружающей действительности.
2. По крайней мере две из этих идентичностей попеременно захватывают контроль над поведением пациента.
3. Пациент не может вспомнить важную информацию о себе, и это выходит далеко за пределы обычной забывчивости.
4. Данное состояние не наступило в результате употребления алкоголя, наркотиков, других отравляющих веществ, или от заболевания (например, при сложном парциальном припадке). У детей данные симптомы важно также не спутать с игрой с вымышленным другом или с другими играми с применением фантазии.

В МКБ-10 расстройство множественной личности (F44.81) относится к рубрике «другие диссоциативные (конверсионные) расстройства» (F44.8). Согласно МКБ-10, для постановки диагноза расстройство множественной личности необходимо соответствие следующим критериям:

- A. Существование двух или более различных личностей внутри индивида, но только одна присутствует в данное время.
- B. Каждая личность имеет собственную память, предпочтения и особенности поведения и временами (периодически) захватывает полный контроль над поведением индивида.
- C. Имеется неспособность вспомнить важную для личности информацию, что по масштабам превосходит обычную забывчивость.
- D. Симптомы не обусловлены органическими психическими расстройствами (F0) (например, эпилепсией) или расстройствами, связанными с употреблением психоактивных веществ (F1) (например, интоксикацией или отменой).

Оригинальный текст (англ.)
- A. The existence of two or more distinct personalities within the individual, only one being evident at a time.
- B. Each personality has its own memories, preferences and behaviour patterns, and at some time (and recurrently) takes full control of the individuals behaviour.
- C. Inability to recall important personal information, too extensive to be explained by ordinary forgetfulness.
- D. Not due to organic mental disorders (F0) (e.g. in epileptic disorders) or psychoactive substance-related disorders (F1) (e.g. intoxication or withdrawal).

— Международная классификация болезней, 10-й пересмотр. Исследовательские диагностические критерии
Несмотря на появление новых личностей, базовая личность, носящая подлинные имя и фамилию человека, остаётся среди них. Количество личностей внутри человека может быть велико и расти с годами. В основном это объясняется тем, что человек неосознанно вырабатывает в себе новые личности, которые могли бы помочь ему лучше справляться с теми или иными ситуациями. Так, если в начале лечения психотерапевт диагностирует обычно 2—4 личности, то по ходу лечения выявляется ещё 10—12. Иногда количество личностей превышает сотню. Личности обладают разными именами, разной манерой говорить и жестикулировать, разной мимикой, походкой и даже почерком. Обычно личность не осведомлена о присутствии в теле других личностей.

### Критика классификации диссоциативных расстройств
Критерии для диагностики диссоциативного расстройства идентичности, опубликованные в DSM-IV, были подвергнуты критике. В одном из исследований (2001) утверждается, что данные критерии не соответствуют требованиям современной психиатрической классификации, поскольку не основываются на таксиметрическом (многомерном) анализе симптомов диссоциативного расстройства идентичности и описывают расстройство как закрытый концепт, оторванный от других диссоциативных расстройств, что неверно, по мнению авторов статьи. В исследовании предлагается полностью изменить сложившуюся классификацию и разделить все диссоциативные расстройства на простое диссоциативное расстройство, генерализованное диссоциативное расстройство, обширное диссоциативное расстройство и диссоциативное расстройство без дополнительных уточнений.

### Прочие симптомы
Помимо основных симптомов, перечисленных в DSM-IV, у пациентов с диссоциативным расстройством идентичности также могут наблюдаться депрессия, попытки суицида, резкие перемены в настроении, тревога и тревожные расстройства (в том числе фобические), панические атаки, расстройства сна и приёма пищи, другие диссоциативные расстройства, в редких случаях галлюцинации. Нет единого мнения насчёт того, связаны ли эти симптомы с самим расстройством идентичности или с пережитыми психологическими травмами, вызвавшими расстройство идентичности.
Диссоциативное расстройство идентичности тесно связано с механизмом психогенной амнезии — потери памяти, имеющей чисто психологическую природу, без органических поражений головного мозга. Это психологический защитный механизм, посредством которого человек получает возможность вытеснять из сознания травмирующие воспоминания, но в случае расстройства идентичности этот механизм помогает личностям «переключаться». Слишком сильное задействование данного механизма часто приводит к развитию общих повседневных проблем с памятью у пациентов, страдающих расстройством идентичности.
У многих пациентов с диссоциативным расстройством идентичности также наблюдаются явления деперсонализации и дереализации, случаются приступы замешательства и растерянности, когда человек не может понять, кто он такой.

### Расстройство множественной личности и шизофрения
Хотя шизофрения и диссоциативные расстройства имеют совершенно разную природу, иногда отдельные симптомы шизофрении и диссоциативных расстройств могут напоминать друг друга. В этих случаях для постановки диагноза сначала ищут симптомы шизофрении, нехарактерные для диссоциативных расстройств. Учитывают также, что диссоциативные симптомы воспринимаются людьми с шизофренией чаще как результат враждебного воздействия извне, нежели что-то внутреннее. Наконец, при диссоциативном расстройстве идентичности формируются довольно сложные и относительно интегрированные внутри себя множественные личности; расщепление же личности при шизофрении, характеризуемое как дискретное, представляет собой отщепление лишь отдельных психических функций от личности, что приводит к её распаду.

## Диссоциация в психологии и психоанализе
Диссоциация характеризуется дезинтеграцией Эго. С точки зрения психологии, целостность Эго при этом может быть определена как способность человека успешно инкорпорировать внешние события или социальные переживания в своём восприятии и затем действовать в постоянной манере во время таких событий или социальных ситуаций. Предполагается, что человек (ребёнок), неспособный успешно с этим справляться, может испытывать как эмоциональную дезрегуляцию, так и потенциальный коллапс эго-целостности — состояние эмоциональной дезрегуляции в некоторых случаях может быть столь интенсивным, что может форсировать дезинтеграцию Эго.
Диссоциация — это настолько сильный коллапс эго-целостности, что личность расщепляется. По этой причине диссоциацию зачастую называют «расщеплением», хотя этот термин в психологии зарезервирован для обозначения другого механизма психики. Более слабые проявления диссоциации во многих случаях клинически описываются как «дезорганизация» личности. Различие между психотическим проявлением и диссоциативным проявлением, по мнению многих психологов, заключается в том, что, хотя переживающий диссоциацию человек и отрывается мысленно от травмирующей ситуации, которую он не может контролировать, некоторая часть сознания этого человека всё же остаётся связанной с реальностью. При психотической же реакции разрыв полный. И поскольку человек, испытывающий диссоциацию, полностью не отрывается от реальности, он, согласно этой теории, в некоторых случаях может создать внутри себя другую личность, которая могла бы лучше справиться с данной ситуацией.

## Расхождение во мнениях о диссоциативном расстройстве идентичности
До сих пор научная общественность не пришла к единому мнению относительно того, что же считать ДРИ, поскольку в истории медицины до 1950-х годов было слишком мало задокументированных случаев данного расстройства. В 4-м издании «Диагностического и статистического руководства по психическим расстройствам» (DSM-IV) название рассматриваемого состояния было изменено с «расстройства множественной личности» на «диссоциативное расстройство идентичности», чтобы убрать запутывающий термин «личность». В МКБ-9 «множественная личность» включалась в диагностическую категорию истерия (код МКБ-9 300.1), и как отдельное расстройство не выделялось. В МКБ-10 используется вариант «расстройство множественной личности». В версии МКБ-11 данное расстройство названо как и в DSM-5 — диссоциативное расстройство идентичности (код 6B64). Помимо этого, в МКБ-11 появился новый диагноз — парциальное диссоциативное расстройство идентичности (код 6B65), при котором недоминантные состояния личности периодически не полностью берут контроль над функционированием и сознанием индивида.
Исследование источников в медицинской литературе XIX и XX века на тему данного расстройства, проведённое в 1944 году, показало только 76 случаев. В последние годы количество случаев диссоциативного расстройства идентичности резко возросло (по некоторым данным, в период с 1985 по 1995 было зарегистрировано около 40 000 случаев). Другие исследования показали, что у расстройства всё же есть длительная история, в литературе простирающаяся на период около 300 лет.
В данный момент диссоциация рассматривается как симптоматическое проявление в ответ на травму, критический эмоциональный стресс, и оно связано с эмоциональной дизрегуляцией и пограничным расстройством личности. Согласно долговременному исследованию Огавы и др., наиболее сильным предсказательным фактором диссоциации у молодых людей было отсутствие доступа к матери в возрасте 2 лет. Многие последние исследования показали связь между нарушенной привязанностью в раннем детстве и последующими диссоциативными симптомами, также очевидны данные, что насилие в детстве и заброшенность ребёнка зачастую способствуют формированию нарушенной привязанности (проявляющейся, к примеру, когда ребёнок очень пристально следит за тем, обращено ли внимание родителей на него или нет).

### Критическое отношение к диагнозу
Некоторые психологи и психиатры считают, что диссоциативное расстройство идентичности имеет ятрогенный или надуманный характер, или утверждают, что случаи истинной множественной личности очень редки и большинство задокументированных случаев следует рассматривать в качестве ятрогенных.
Критики модели диссоциативного расстройства личности утверждают, что диагноз состояния множественной личности — это феномен, в большей степени характерный для англоязычных стран. До 1950-х годов случаи раздвоения личности и множественной личности описывались и лечились как редкость в Западном мире. В 1957 году публикация книги «Три лица Евы» (англ. «The Three Faces of Eve») и позднее выход одноимённого фильма способствовали росту публичного интереса к феномену множественных личностей. В 1973 году издаётся впоследствии экранизированная книга «Сибил» (англ. «Sybil»), описывающая жизнь женщины с расстройством множественной личности. Однако сам диагноз «расстройство множественной личности» не был включён в «Диагностический и статистический справочник психических расстройств» вплоть до 1980 года. В период с 1980-х по 1990-е количество зарегистрированных случаев расстройства множественной личности возросло до двадцати—сорока тысяч.

### Несколько частей идентичности как здоровое состояние
Некоторые люди, в том числе и самостоятельно идентифицировавшие себя в качестве имеющих ДРИ, считают, что это состояние может быть не расстройством, а естественной вариацией человеческого сознания, не имеющего ничего общего с диссоциацией. В качестве одного из убеждённых сторонников данной версии выступает Трудди Чейз, автор бестселлера «When Rabbit Howls». Хотя она и признаёт, что в её случае разделенные части идентичности появились вследствие насилия, в то же время она утверждает, что части отказались пройти интеграцию и живут вместе как коллектив.
В рамках глубинной или архетипической психологии Джеймс Хиллман выступает против определения ДРИ как однозначного расстройства. Хиллман поддерживает идею относительности всех персонификаций и отказывается признать ДРИ. Согласно его позиции, рассматривать разделенность идентичности либо как «психическое нарушение», либо как неудачу в интеграции «частей идентичности» — это проявлять культурное предубеждение, ошибочно идентифицирующее одну часть идентичности, «я», со всей идентичностью как таковой.

### Межкультурные исследования
Антропологи Лух Кетут Сурьяни и Гордон Йенсен убеждены, что феномен ярко выраженных трансовых состояний в сообществе острова Бали имеет ту же феноменологическую природу, что и явление ДРИ на Западе. Утверждается, что люди в шаманских культурах, испытывающие состояния, похожие на данное расстройство, определяют эти части не как части себя, но как независимые души или духи. Не существует данных о связи между ДРИ, диссоциацией, а также восстановлением воспоминаний и сексуальным насилием в этих культурах. В традиционных культурах разделенность идентичности, проявляемая, к примеру, шаманами, не считается расстройством или заболеванием.

## Потенциальные причины диссоциативного расстройства идентичности
Диссоциативное расстройство идентичности, как считается, вызывается совокупностью нескольких факторов: непереносимый стресс, способность к диссоциации (включая способность отделять свои воспоминания, восприятия или идентичность от сознания), проявление защитных механизмов в онтогенезе и — в период детства — недостаток заботы и участия в отношении ребёнка при травматическом опыте или недостатке защиты от последующего нежелательного опыта. Дети не рождаются с ощущением унифицированной идентичности (ощущением себя, как единого целого), последняя развивается, основываясь на множестве источников и переживаний. В критических ситуациях детское развитие встречает препятствия, и многие части того, что должно было быть интегрировано в относительно унифицированной идентичности (ощущении себя, как единого целого), остаются сегрегированными.
Североамериканские исследования показывают, что 97—98 % взрослых с диссоциативным расстройством идентичности описывают ситуации насилия в детстве, и что факт насилия может быть задокументирован у 85 % взрослых и у 95 % детей и подростков с ДРИ и другими сходными формами диссоциативного расстройства. Эти данные указывают на то, что насилие в детстве выступает в роли главной причины расстройства среди североамериканских пациентов, тогда как в других культурах большую роль могут играть последствия войны или природной катастрофы. Некоторые пациенты могли не испытывать случаев насилия, но пережить раннюю потерю (например, смерть родителя), серьёзную болезнь или другое крайне стрессовое событие.
Развитие человека требует от ребёнка способности успешно объединять различные виды комплексной информации. В онтогенезе человек проходит ряд стадий развития, в каждой из которых могут быть созданы различные личности. Способность создавать разделённые части самосознания наблюдается или проявляется не у каждого ребёнка, претерпевшего насилие, потерю или травму. Пациенты с диссоциативным расстройством идентичности (раздвоением личности) обладают способностью легко входить в трансовые состояния. Такая способность в соотношении со способностью диссоциироваться (разделяться), как считается, выступает в качестве фактора для развития расстройства. Как бы то ни было, большинство детей, обладающих этими способностями, также имеют нормальные адаптивные механизмы и не находятся в таком окружении, которое может вызвать диссоциацию (разделение личности).

## Лечение
Наиболее часто встречающийся подход к лечению диссоциативного расстройства идентичности заключается в облегчении симптомов, чтобы обеспечить безопасность индивида, и в реинтеграции различных частей в одну хорошо функционирующую идентичность. Лечение может происходить с использованием различных видов психотерапии — когнитивной психотерапии, семейной психотерапии, клинического гипноза и т. д.
С некоторым успехом применяется инсайт-ориентированная (ориентированная на озарение) психодинамическая терапия, помогающая преодолеть полученную травму, вскрывающая конфликты, вызывающие разделение идентичности, и исправляющая соответствующие защитные механизмы. Возможным удовлетворительным результатом лечения является обеспечение бесконфликтного сотрудничающего отношения между отдельными частями идентичности. Терапевту рекомендуется с равным уважением относиться ко всем частям сознания, частям личности пациента, избегая становиться на чью-то сторону во внутреннем конфликте.
Медикаментозная терапия не позволяет добиться заметных успехов и носит исключительно симптоматический характер; не существует никакого фармакологического препарата для лечения самого диссоциативного расстройства идентичности, однако некоторые антидепрессанты используются для облегчения сопутствующих депрессий и тревоги.

### Общая информация
- Dissociative Identity Disorder — словарная статья, посвящённая расстройству множественной личности, или диссоциативному расстройству идентичности. (англ.)
- Multiple Personality Before Eve — история ранних исследований и концепций множественной личности. (англ.)
- Обзор диссоциативного расстройства идентичности на веб-сайте WebMD.com. (англ.)
- Расстройство множественной личности на веб-сайте Skepdic.com. (англ.)
- Международное общество исследования диссоциации (англ.)

### Материалы по теме
- Piper A, Merskey H. The persistence of folly: A critical examination of dissociative identity disorder. Part I. The excesses of an improbable concept. Can J Psychiatry 2004;49:592-600 — Критический обзор диагноза множественной личности как имеющего ятрогенный характер. (англ.)
- Piper A, Merskey H. The persistence of folly: A critical examination of dissociative identity disorder. Part II. The defence and decline of multiple personality or dissociative identity disorder. Can J Psychiatry 2004;49:678-83. — Продолжение статьи. (англ.)
- Alexandria K.Cherry. Multiple Personality Disorder: Fact or Fiction?. Rochester Institute of Technology. 2005. — Рецензированное обзорное исследование, посвящённое расстройству множественной личности. (англ.)
- James A. Chu, MD. Guidelines for Treating Dissociative Identity Disorder in Adults (2005) — Руководство по лечению диссоциативного расстройства идентичности. (англ.)
- David V. James MA, MRCPsych. Multiple Personality Disorder in the Courts. — Диссоциативное расстройство идентичности и судебные разбирательства. (англ.)
- Thigpen & Cleckley (1954): A case of multiple personality. — Исследование лечения метода лечения Крис Костнер-Сайзмор, ставшей героиней работы «Три лица Евы». (англ.)
- The Layman’s Guide to Multiplicity — Брошюра о здоровой множественности личности, написанная группой людей со множественной личностью. (англ.)
- Мотов В. В. Расстройство в виде множественной личности в США: клинические и судебно-психиатрические аспекты // Независимый Психиатрический Журнал. 1 квартал 2005.
- Патнем Ф. М. Диагностика и лечение расстройства множественной личности // Журнал практической психологии и психоанализа. № 1, март 2004. — Глава из книги.
- Лекция «Шизотипическое расстройство и множественная личность».

### Тематические интернет-ресурсы
- The Layman’s Guide — Справочник по множественности личности, написанный группой людей со множественной личностью. (англ.)
- Amorpha: Collective Phenomenon — Интернет-сообщество, посвящённое множественной личности как здоровому состоянию. (англ.)
- Astraea — Коллекция статей и ссылок, посвящённых множественной личности как здоровому состоянию. (англ.)
- Pavilion — Активистский веб-сайт, посвящённый функциональной (или здоровой) множественности личности. (англ.)
- Multiplicity — ЖЖ-сообщество, посвящённое феномену множественной личности. (англ.)
- The Hidden Art of Shirley Mason — Картины Ширли Мэйсон (известной как Сибил), которые, как утверждается, написаны различными её личностями. (англ.)
- Pack Collective’s FAQ — Список часто задаваемых вопросов относительно множественности личности с ответами. (англ.)
- The House — Мемориальный веб-сайт, посвящённый женщине со множественной личностью. (англ.)